# Utbah ibn Ghazwan
Utbah ibn Ghazwan (en arabe : عُتبة بن غَزْوان) est un compagnon de Mahomet mort en 639. Il fut la septième personne à se convertir à l'islam à la suite de la prédication de Mahomet. Lorsque les premiers musulmans commencèrent à subir des vexations importantes à La Mecque, il participa au premier hégire (c'est-à-dire « migration ») en Abyssinie. Il retourna finalement auprès de Mahomet pour vivre à La Mecque, avant de partir avec lui pour Médine, ce qui constitue le principal Hégire. Il combattit à de nombreuses batailles des débuts de l'islam : la bataille de Badr, en 624, la bataille d'Uhud, en 625, la bataille du fossé, en 627, et les batailles de Yamamah, entre autres. 
Pendant le califat d'Omar, Utbah a commandé un régiment de 2000 hommes lors du siège d'Ubullah, qui dura de juin à septembre 635. Une fois que la ville fut occupée, Utbah envoya des forces de l'autre côté du Tigre pour occuper le district de Furat, suivi par Meisan et Abarqubaz. Il fut nommé gouverneur de Bassora par le calife Omar. En 639, il partit pour le Hedjaz pour faire le hadj et pour obtenir du calife d'être relevé de ses fonctions. Le calife refusa ; Utbah mourut en tombant de chameau sur le chemin du retour. C'est al-Mughīrah ibn Shu‘bah qui lui succéda comme gouverneur de Bassora.

## Sources
- Hadrat 'Umar Farooq, du Pr. Masudul Hasan, Islamic Publications Lahore
- History of the Prophets and Kings, de Muhammad ibn Jarir al-Tabari